# 葉祖堯
葉祖堯（1552年—？），字允中，雲南臨安衛官籍，直隸鳳陽府鳳陽縣人，明朝政治人物。

## 生平
萬曆元年（1573年）癸酉科雲南鄉試第三十二名，萬曆五年（1577年）丁丑科會試第一百九十名，登三甲第二百一十五名進士。

## 家族
曾祖葉聰，曾任學正 贈主事；祖父葉瑞，曾任戶部主事；父葉之美，曾任訓導。母濮氏。严侍下。